# Sceau de l'Iowa
Le Grand sceau de l'Iowa montre un citoyen soldat debout dans un champ de blé entouré d'outils agricoles et industriels, avec le fleuve Mississippi à l'arrière-plan. Un aigle porte la devise de l'État, au-dessus de l'homme.
Le Sceau de l'Iowa est décrit soigneusement sous l'Iowa Code 1A.1 dans le texte suivant : « Le secrétaire d'État est autorisé par la présente à fourir un sceau, qui sera le grand sceau de l'État de l'Iowa, de deux pouces de diamètre, sur lequel devra être gravé le dessin suivant, entouré par les mots, « Le Grand Sceau de l'État de l'Iowa » - une gerbe et un champ de blé sur pied, avec une faucille et d'autres outils agricoles, sur le côté gauche, vers le bas, une fonderie de plomb et un tas de plomb sur le côté droit ; le citoyen soldat, avec une charrue derrière lui, portant le drapeau américain et le bonnet de la liberté dans sa main droite, et son pistolet à sa main gauche, au centre et vers le bas ; Le fleuve Mississippi à l'arrière de l'ensemble, avec le bateau à vapeur Iowa ; un aigle près du bord supérieur, tenant dans son bec un parchemin, comportant l'inscription suivante : « Our liberties we prize and our rights we will maintain » (« Nos libertés nous prisons et nos droits nous maintiendrons »). »
Il a été approuvé par la première Assemblée générale le 25 février 1847. Depuis cette date, il n'y a pas eu de révision du Code régissant ce sceau. Le Sceau de l'Iowa est conservé et utilisé par le gouverneur à des fins officielles.